# Nakajima Ki-34 Thora
Le Nakajima Ki-34 (« Thora » dans le code allié) est un avion militaire de la Seconde Guerre mondiale japonais. Il est dérivé d'un avion de ligne d'avant-guerre, le Nakajima AT-2.